# Континентальні долари

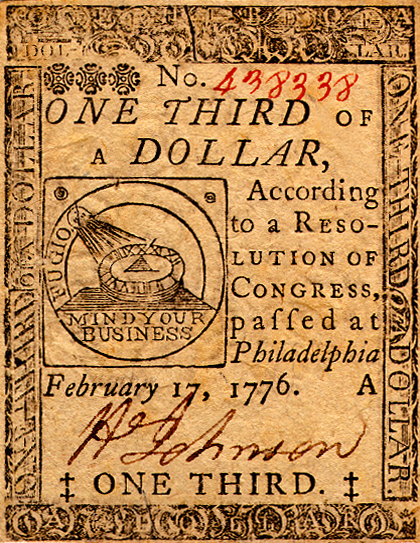
1/3 континентального долара

Континентальний долар (англ. Continental currency) — тимчасова паперова банкнота, введена континентальним конгресом у червні 1775 року, на початку Війни за незалежність США. Обсяг першої емісії становив 2 млн доларів, при тому, що грошова маса становила в США на початок війни 12 млн. Забезпечення перші гроші не мали, але передбачалося що в 1783 році їх почнуть викупляти за рахунок податків штатів. До кінця 1775 року було надруковано «континентальних доларів» на 6 млн дол., в 1776 році — 19 млн, в 1777 році — 13 млн, в 1778 році — 64 млн, 1779 року — 125 млн. З початком війни за незалежність в обігу були довоєнні паперові долари, срібні долари (переважно іспанського карбування), «континентальні долари». Якщо курс «континентала» до срібла й паперових доларів був до кінця 1776 року 1 до 1,25 або 1 до 1, то в 1777 він упав до 1 до 3, до грудня 1778 до 1 до 6,8, до грудня 1779 до 1 до 42. До весни 1781 на один срібний долар можна було обміняти 168 паперових. Крім того, окремі штати випускали свої долари, найбільший обсяг емісії був у Кароліні (225 млн) і Вірджинії (210 млн). Всі «континентальні» долари й долари штатів не були погашені, і до кінця війни були виведені з обігу.